# Criotettix strictvertexoides
Criotettix strictvertexoides är en insektsart som beskrevs av Zheng, Z., X.-j. Wei och Min Li 2009. Criotettix strictvertexoides ingår i släktet Criotettix och familjen torngräshoppor. Inga underarter finns listade i Catalogue of Life.